# المصنعة (القطن)

'

تعديل مصدري - تعديل

المصنعة هي إحدى قرى عزلة القطن بمديرية القطن التابعة لمحافظة حضرموت، بلغ تعداد سكانها 289 نسمة حسب تعداد اليمن لعام 2004.